# Ross Lee Finney
Ross Lee Finney (født 23. december 1906 i Wells, Minnesota - død 4. februar 1997 i Carmel-by-the-Sea, Californien, USA) var en amerikansk komponist, professor og lærer.
Finney studerede komposition på University of Minnesota, hvorefter han tog til Paris og studerede hos Nadia Boulanger og senere Alban Berg. Efter sin hjemkomst til USA, studerede han videre på Havard University hos Edward Burlingame Hill, og privat hos Roger Sessions. Finney har skrevet 4 symfonier, orkesterværker, koncertmusik, kammermusik, balletmusik, en opera, sange og klaver stykker. Han underviste som professor i komposition på University of Michigan.

## Udvalgte værker
- Symfoni nr. 1 "Kommunikation 1943" (1942) - for orkester
- Symfoni nr. 2 (1958) - for orkester
- Symfoni nr. 3 (1960) - for orkester
- Symfoni nr. 4 (1972) - for orkester
- Symfoni Koncertante (1967) - for solister og orkester
- 2 violinkoncerter (1933, Rev. 1952, 1973) - for violin og orkester
- 2 klaverkoncerter (1948, 1968) - for klaver og orkester
- Slagtøjskoncert (1965) - for slagtøj og orkester